# Bauerntag
Der Bauerntag ist ein Feiertag, der in der Ukraine am 19. Juni gefeiert wird.
An diesem Tag verabschiedete die Werchowna Rada der Ukraine im Jahr 2003 das Gesetz über die Landwirtschaft.
Der Tag wurde am 18. Juni 2020 vom Präsidenten der Ukraine, Wolodymyr Selenskyj, ins Leben gerufen, um die Bedeutung der landwirtschaftlichen Betriebe für die Entwicklung der Landwirtschaft in der Ukraine und ihren Beitrag zur Lösung der Probleme der Ernährungssicherheit des Landes zu berücksichtigen.
Der Entwurf eines Präsidialdekrets zur Einführung des Bauerntags wurde am 3. Juni 2020 vom Ministerkabinett der Ukraine genehmigt.